# Israélites
Ne doit pas être confondu avec Israélites (religion).

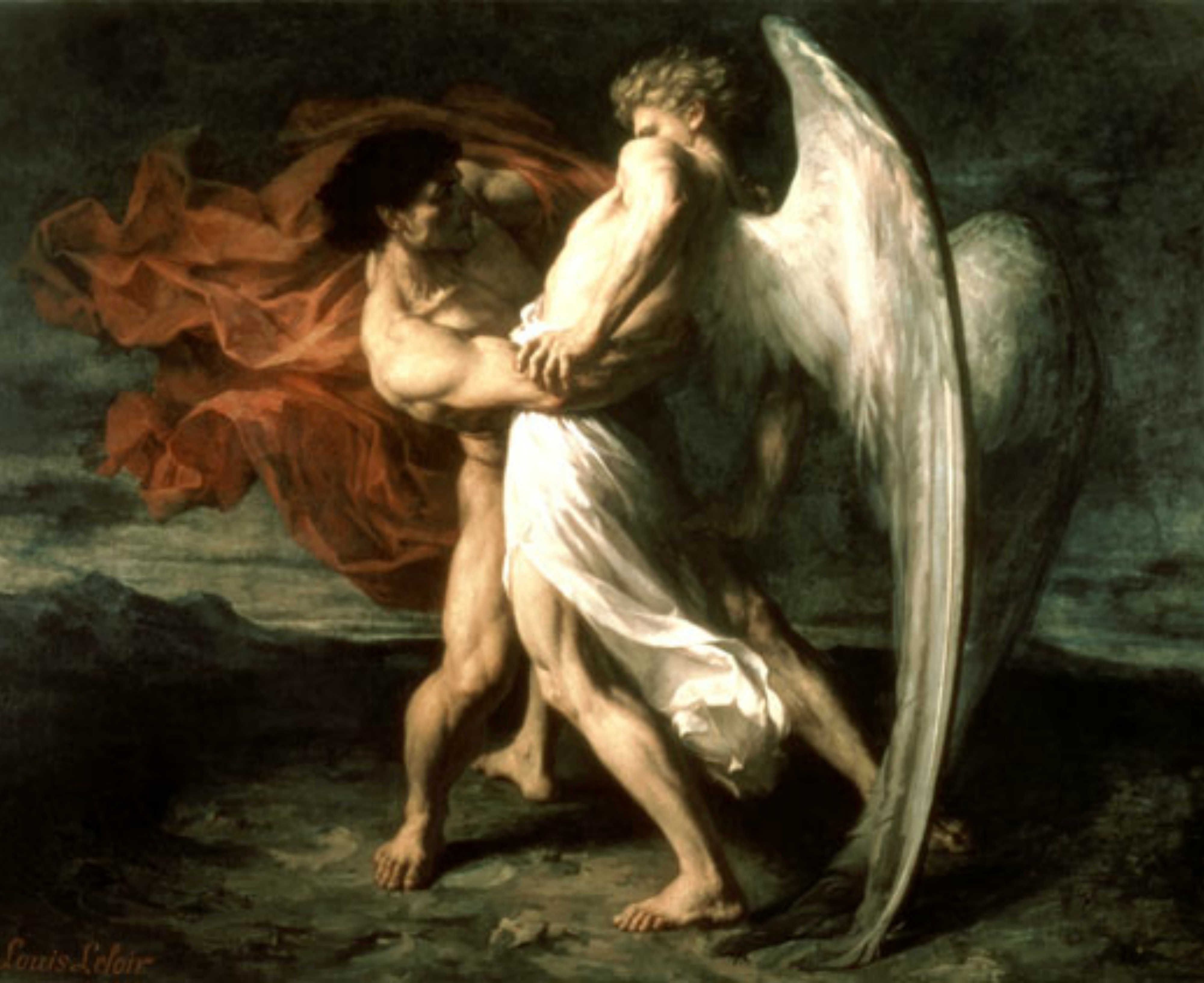
Le Combat de Jacob et l'Ange, Jacob, « patriarche des Israélites », musée d'Art Roger-Quilliot.

Les Israélites sont un peuple du Proche-Orient ancien qui venait et/ou qui habitait une partie de Canaan durant l'âge du fer.
Dans  l'Ancien et le Nouveau Testament ainsi que dans le Coran, le terme « Israélite » désigne les Hébreux, descendants des douze fils de Jacob, chefs des douze tribus d'Israël qui forment  la population de l'Israël antique. 
Le terme « Hébreux »  pourrait provenir de la tribu de Eber, mais dans la Bible, il est utilisé comme un synonyme d'« Israélites ».

## Histoire

Royaumes d'Israël et de Juda, et alentour (vers 850 av. J.-C.)

Les Israélites fondèrent deux royaumes : Israël au nord et Juda au Sud.
Le royaume d'Israël eut comme capitale Samarie, d'où le nom de « royaume de Samarie » utilisé parfois à la place de « royaume d'Israël ». Les Israélites « samaritains » d'aujourd'hui se considèrent, d'un point de vue ethnique et religieux, comme descendants des habitants du royaume d'Israël (ou royaume de Samarie).
En opposition, les Israélites « judéens » désignent les peuples du royaume de Juda originellement de la tribu de Juda, donnant aujourd'hui les religions juives, rabbinique et karaïte.

## Usages du terme
Le mot « israélite » est assimilé aux termes « juif » et « hébreu ». 
Toutefois, dans la Bible, le champ d'application particulier du terme « israélite » n'en fait pas un synonyme pour « hébreu ». Ce dernier s'applique à des situations particulières pour désigner des étrangers ou des marginaux. Dans la traduction araméenne de la Bible, le Targoum Onkelos, cet usage particulier n'est pas conservé. Les occurrences de ibri sont traduites de trois manières différentes. Pour les récits des patriarches de la Genèse, ibri est transcrit par « hébreu » (עבריאה (ivriah)). Les autres occurrences sont simplement traduites par le terme contemporain « juif » יהודאי (yehudaï)) ou par « israélite » (בר ישראל (bar israel)) dans le cas de l'esclave hébreu.
Cependant, dans la tradition juive, le Midrash Rabba sur l'Exode a identifié le contexte particulier de l'emploi d'« hébreu ». Pour lui, le nom « Israël » implique l'idée de respect alors que le nom « hébreu » est un nom dépréciatif utilisé par les Égyptiens (Exode Rabba 5.19).

### Depuis leXIXesiècle
Aux XIXe et XXe siècles, le terme « Israélites »  est utilisé pour désigner les citoyens juifs, en France et dans d'autres pays européens. Comme synonyme de « juif », il est toutefois donné par la plupart des dictionnaires comme dépassé ou tombé en désuétude.
Cependant , il est toujours utilisé dans la désignation de certaines institutions comme le Consistoire central israélite de France ou l'Alliance israélite universelle.